# Selkäsaari (ö i Norra Savolax, Kuopio, lat 63,28, long 28,11)
Selkäsaari är en ö i Finland. Den ligger i sjön Syväri och i kommunen Kuopio i den ekonomiska regionen  Kuopio ekonomiska region  och landskapet Norra Savolax, i den centrala delen av landet, 400 km nordost om huvudstaden Helsingfors. Öns största längd är 1,3 kilometer i nord-sydlig riktning.